# All de bruguera
L'all de bruguera (Allium ericetorum), és una espècie de la família de les amaril·lidàcies que es pot trobar a tot Europa. Als Països Catalans és present als Pirineus centrals.

## Hàbitat
El seu hàbitat són landes, prats i llocs secs, terrenys silicícoles principalment de l'estatge montà i subalpí a una altitud d'entre 1000 i 1800 m. Quant a la seva forma vital, l'all de bruguera és un geòfit.

## Descripció
Planta vivaç de 30-60 cm, amb bulbs fusiformes que poden aparèixer solitaris o en grups de 2 a 3, i rizoma molt curt; túnica externa fibrosa i grisa. Del bulb sorgeix una tija prima, cilíndrica, foliosa fins al terç. Les fulles són glabres, linears, planes i allargades, de marge pilós o llis. Una espata de 2 valves ovals i desiguals envolta la inflorescència. Aquestes valves són més curtes que la mateixa inflorescència i perduren en la fructificació. Les flors blanques o una mica groguenques formen umbel·les globuloses denses, esfèriques, que contenen entre 15 i 45 d'aquestes flors, sense bulbils i acampanulades; tenen pedicels iguals, més llargs que la flor, que arriben a fer uns 9 mm; els tèpals (no es diferencia entre sèpals i pètals) són el·líptics, obtusos i llisos, blancs o rosats en l'àpex i el nervi. L'androceu està format per 6 estams sortints, d'anteres rosades. L'ovari és súper, trilocular. El fruit és una càpsula globosa amb dues llavors negres a cada lòbul. Floreix d'agost a novembre.